# 横浜炭物語
横浜炭物語（よこはま すみ ものがたり）とは製造、発売元である株式会社クリンピア企画によって2001年に考案された炭の置物。
動物や人物のオリジナルキャラクターに、高機能液状木炭（アクリル樹脂、木炭粉、竹炭粉、高炭素セラミック等）を二重コーティングした炭の商品。
横浜炭物語　商標登録　第4601512号
一般社団法人　YOKOHAMA GOODS 001（横濱001）に認定されている。

## 特徴
ポリレジン、木質、造花、紙の造形物（人物、動物、草花）に高機能液状木炭をコーティングした炭黒色の置物。
サイズは最小11cmから最大45cm迄あり、2014年現在で86アイテムの商品がある。
開運シリーズと題した商品には風水色のガラス玉を持った招き猫や龍、風水色のガラス玉が付いたネックレスをした犬や猫も多数ある。

## 来歴
1989年１月創業、1990年6月に横浜で設立した株式会社 クリンピア企画によって2001年に誕生した炭の置物。
2001年10月、横浜炭物語として商標登録　第4601512号を取得。
代表的なオリジナルキャラクターに風水招き猫がある。
赤い座布団に座る笑顔の猫の手には風水色（金運 イエロー・健康運 グリーン・ 恋愛運 ピンク）のガラス玉を乗せている。